# Мехмед VI
Мехмед VI (тур. VI. Mehmed; Истанбул, 14. јануар 1861 — Санремо, 16. мај 1926) је био последњи султан Османског царства, чија је владавина трајала од 1918. до 1922. године. Рођен је 14. јануара 1861. године у Долмабахче палати. На престо је дошао као најстарији претендент на османски престо, будући да се његов брат од стрица, Јусуф Изетин ефендија (син султана Абдулазиза) самоубио 1916. године. Његов отац био је султан Абдулмеџид I, а мајка Гулушту султанија. Мехмед VI уклоњен је са престола 1922. године, када је званично укинут османски султанат.

## Владавина
Први светски рат био је катастрофалан по Османлије. Британци су заједно са савезницима освојили Багдад, Дамаск и Јерусалим, а добар део царства био је подељен између савезника. На конференцији у Сан Рему, априла 1920. године, Британији је одобрена контрола над Палестином и Месопотамијом, а Француској контрола над Сиријом. Десетог августа исте године, Мехмедови званичници потписали су Севрски споразум, по коме је Хеџаз признат као независна држава.
Турски националисти нису признавали споразум који је потписан од стране четворице султанових званичника. Нова влада, велико турско национално веће, под вођством Мустафе Кемала Ататурка формирана је 23. априла 1920. године у Анкари (познатој и под именом Ангора). Та влада није признавала владавину султана Мехмеда, те је уведен привремени устав.

### Грчко-османски рат (1919-1922)
Био је то низ војних похода током комадања Османског царства, након Првог светског рата. Рат је вођен између грчке војске и османске регуларне војске и турских националиста, који су касније основали Републику Турску.
Грчка кампања отпочела је зато што су савезници из Антанте, посебно британски премијер Дејвид Лојд Џорџ, обећали Грчкој, за савезништво у рату, територијално проширење на рачун противничког Османског царства. Завршио је тако да су се Грци морали повући на границе од пре почетка рата и великом разменом становништва, с ново установљеном Републиком Турском, и мировним уговором из Лозане.
Пропаст војне кампање Грчке, неуспеси у турско-јерменском рату, као и неуспеси у француско-турском рату против Турског националистичког покрета, присилили су Савезнике, да напусте Мир из Севра и преговарају у Лозани о новом мировном споразуму. На крају су морали признати независност Турске Републике и турски суверенитет над Источном Тракијом и Анадолијом.

## Прогонство и смрт
Велико турско национално веће укинуло је султанат 1. новембра 1922. године, а султан Мехмед VI био је уклоњен из Истанбула. Он је британским ратним бродом ,, Малаја" 17. новембра 1922. године одведен на Малту, а касније је живео у Ривијери, у Италији.
Деветнаестог децембра 1922. године, Мехмедов брат од стрица, а уједно и наследник, Абдулмеџид II изабран је за калифа. Тиме је постао и поглавар династије Османлија, такође. Његова владавина није трајала дуго, с обзиром да је калифат укинут од стране турског националног већа 1924. године.
Стар и уморан, султан Мехмед VI преминуо је 16. маја 1926. године у Санрему, у Италији. Сахрањен је у Текија џамији, задужбини султана Сулејмана Величанственог у Дамаску.

## Породично стабло
|  |                      |  |  |  |  |  |  |  |  |  |  |  |  |  |  |  |
|  | 2. Абдулмеџид I      |  |  |  |  |  |  |  |  |  |  |  |  |  |  |  |
|  |                      |  |  |  |  |  |  |  |  |  |  |  |  |  |  |  |
|  |                      |  |  |  |  |  |  |  |  |  |  |  |  |  |  |  |
|  | 1. Мехмед VI         |  |  |  |  |  |  |  |  |  |  |  |  |  |  |  |
|  |                      |  |  |  |  |  |  |  |  |  |  |  |  |  |  |  |
|  |                      |  |  |  |  |  |  |  |  |  |  |  |  |  |  |  |
|  | 3. Султанија Гулушту |  |  |  |  |  |  |  |  |  |  |  |  |  |  |  |
|  |                      |  |  |  |  |  |  |  |  |  |  |  |  |  |  |  |
|  |                      |  |  |  |  |  |  |  |  |  |  |  |  |  |  |  |